# Sag-Aftra
Screen Actors Guild – American Federation of Television and Radio Artists, kallas endast Sag-Aftra; av organisationen skrivet SAG-AFTRA alternativt SAG•AFTRA, är en amerikansk fackförening som företräder uppemot 160 000 medlemmar inom den amerikanska underhållningsindustrin samt journalistikbranschen. Yrkestitlar för medlemmarna är bland annat dansare, discjockeys, journalister, musiker, programledare, skådespelare, stuntmän och sångare. Fackföreningen ingår i fackorganisationen Department for Professional Employees (DPE), som är en del av American Federation of Labor and Congress of Industrial Organizations (AFL-CIO).

## Historik
Fackföreningen bildades den 30 mars 2012 när American Federation of Television and Radio Artists (Aftra) och Screen Actors Guild (Sag) fusionerades med varandra.

## Ledare

### Styrelsen
| Position                           | Namn                       | Yrkestitel      |
| ---------------------------------- | -------------------------- | --------------- |
| Ordförande                         | Fran Drescher              | Skådespelare    |
| Vice ordförande                    | Ben Whitehair              | Skådespelare    |
| Kassör                             | Joely Fisher               | Skådespelare    |
| Områdeschef (Los Angeles)          | Michelle Hurd              | Skådespelare    |
| Områdeschef (New York)             | Ezra Knight                | Skådespelare    |
| Områdeschef (medelstora marknader) | Michele Proude             | Skådespelare    |
| Områdeschef (små marknader)        | Suzanne Burkhead           | N/A             |
| Områdeschef (skådespelare)         | William Charlton           | Skådespelare    |
| Områdeschef (journalistik)         | Bob Butler                 | Journalist      |
| Områdeschef (musiker/sångare)      | Janice Pendarvis           | Sångare         |
| Ledamöter                          | Don Ahles                  | N/A             |
| Ledamöter                          | Sean Astin                 | Skådespelare    |
| Ledamöter                          | Jennifer Beals             | Skådespelare    |
| Ledamöter                          | Shari Belafonte            | Skådespelare    |
| Ledamöter                          | Randall Berger             | Skådespelare    |
| Ledamöter                          | Nitasha Bhambree           | Stuntman        |
| Ledamöter                          | Mitchell Bobrow            | Skådespelare    |
| Ledamöter                          | Rodger Brand               | Journalist      |
| Ledamöter                          | Yvette Nicole Brown        | Skådespelare    |
| Ledamöter                          | Andrew Caple-Shaw          | Skådespelare    |
| Ledamöter                          | Joanna Cassidy             | Skådespelare    |
| Ledamöter                          | Josh Charles               | Skådespelare    |
| Ledamöter                          | Henry Ian Cusick           | Skådespelare    |
| Ledamöter                          | Nancy Duerr                | Skådespelare    |
| Ledamöter                          | Abby Dylan                 | Skådespelare    |
| Ledamöter                          | Hal Eisner                 | TV-journalist   |
| Ledamöter                          | Debbie Evans               | Stuntman        |
| Ledamöter                          | Frances Fisher             | Skådespelare    |
| Ledamöter                          | Nancy Flanagan             | Stuntman        |
| Ledamöter                          | Ilyssa Fradin              | Skådespelare    |
| Ledamöter                          | Hector Garcia              | Skådespelare    |
| Ledamöter                          | Brad Garrett               | Skådespelare    |
| Ledamöter                          | Michael Gaston             | Skådespelare    |
| Ledamöter                          | Margie Ghigo               | Skådespelare    |
| Ledamöter                          | Traci Godfrey              | Skådespelare    |
| Ledamöter                          | Lamonte Goode              | N/A             |
| Ledamöter                          | Elliott Gould              | Skådespelare    |
| Ledamöter                          | Stephen McKinley Henderson | Skådespelare    |
| Ledamöter                          | Dulé Hill                  | Skådespelare    |
| Ledamöter                          | Anne-Marie Johnson         | Skådespelare    |
| Ledamöter                          | David Jolliffe             | Skådespelare    |
| Ledamöter                          | Phoebe Jonas               | Skådespelare    |
| Ledamöter                          | Michael J. Kraycik         | Skådespelare    |
| Ledamöter                          | Diane Ladd                 | Skådespelare    |
| Ledamöter                          | Elaine LeGaro              | N/A             |
| Ledamöter                          | Jodi Long                  | Skådespelare    |
| Ledamöter                          | Mel MacKaron               | N/A             |
| Ledamöter                          | Camryn Manheim             | Skådespelare    |
| Ledamöter                          | Mary McDonald-Lewis        | Skådespelare    |
| Ledamöter                          | Jessica Medina-Day         | N/A             |
| Ledamöter                          | Joseph Melendez            | Skådespelare    |
| Ledamöter                          | Matthew Modine             | Skådespelare    |
| Ledamöter                          | Bill Mootos                | Skådespelare    |
| Ledamöter                          | Esai Morales               | Skådespelare    |
| Ledamöter                          | Dan Navarro                | Musiker         |
| Ledamöter                          | Debra Nelson               | Skådespelare    |
| Ledamöter                          | Rosie O'Donnell            | Skådespelare    |
| Ledamöter                          | Ron Ostrow                 | Skådespelare    |
| Ledamöter                          | Billy Porter               | Sångare         |
| Ledamöter                          | Jay Potter                 | Skådespelare    |
| Ledamöter                          | Linda Powell               | Skådespelare    |
| Ledamöter                          | Stefanie Powers            | Skådespelare    |
| Ledamöter                          | Cheri Preston              | Journalist      |
| Ledamöter                          | Sheryl Lee Ralph           | Skådespelare    |
| Ledamöter                          | Michael Rapaport           | Skådespelare    |
| Ledamöter                          | Anthony Rapp               | Skådespelare    |
| Ledamöter                          | Stoney Richards            | Radiojournalist |
| Ledamöter                          | Patricia Richardson        | Skådespelare    |
| Ledamöter                          | Courtney Rioux             | Skådespelare    |
| Ledamöter                          | Rob Schneider              | Skådespelare    |
| Ledamöter                          | Jack Speer                 | TV-journalist   |
| Ledamöter                          | Jeff Spurgeon              | Radiojournalist |
| Ledamöter                          | Jonathan Taylor Thomas     | Skådespelare    |
| Ledamöter                          | Peter Tocco                | Skådespelare    |
| Ledamöter                          | Towanda Underdue           | Skådespelare    |
| Ledamöter                          | Lisa Ann Walter            | Skådespelare    |
| Ledamöter                          | Pamela Weaver              | Skådespelare    |
| Ledamöter                          | Liz Zazzi                  | Skådespelare    |
| VD                                 | Duncan Crabtree-Ireland    |                 |

### Ordförande
Lista över de som har varit ordförande för fackföreningen.
- Ken Howard, 2012–2016[5]
- Gabrielle Carteris, 2016–2021[6]
- Fran Drescher, 2021[7]–